# Bonnarp
Bonnarp är en småort i Riseberga socken i Klippans kommun, 3 kilometer väster om Ljungbyhed. Utmärkande för byn är att man aldrig genomförde skifte i byn, varför byns kärna är välbevarad. Tidigare stavning var Bonarp. Norr om byn ligger Bonnarps hed, känt som övnings- och lägerplats för det värvade Kronprinsens husarregemente 1772–1913. Strax väster om byn ligger Bonnarpssjön.